# Prepseudatrichia quadrispina
Prepseudatrichia quadrispina är en tvåvingeart som först beskrevs av Kelsey 1971.  Prepseudatrichia quadrispina ingår i släktet Prepseudatrichia och familjen fönsterflugor. Inga underarter finns listade i Catalogue of Life.